# 江川直樹
江川 直樹（えがわ なおき、1951年 - ）は、日本の建築家で現代計画研究所代表取締役を経て同事務所顧問および関西大学教授（2004年 - ）を経て現在名誉教授。平成30年度文部科学大臣表彰「科学技術賞（理解増進部門）」受賞。

## 経歴
三重県に生まれて兵庫県で育つ。1974年、早稲田大学理工学部建築学科を卒業後、同大学大学院に進み、1976年に修士課程を修了した。1977年に現代計画研究所に入所後、1982年に同研究所大阪事務所を開設して大阪事務所長となる。その後同事務所代表取締役に就任した。
1995年以降、神戸芸術工科大学（1995年-2000年）、立命館大学理工学部（1995年 - 2004年）、大阪市立大学生活科学部（2001年 - 2004年）、京都造形芸術大学環境デザイン学科（2001年 - 2004年）、三重大学工学部（2001年 - 2004年）の各非常勤講師を務め、2004年より関西大学工学部（現環境都市工学部）建築学科教授に就任した。2008年より関西大学先端科学技術推進機構地域再生センター長を兼務する。
2009年より現代計画研究所顧問となる。大阪市ハウジングデザイン賞選考有識者会議委員も務める。
代表作にキャナルタウン兵庫（2008年、都市再生機構西日本支社他：土木学会デザイン賞優秀賞）緑のタイルの家（1991年）大山溝口の山荘（1995年）島団地再生計画（和歌山県御坊市, 1997年～　第2回関西まちづくり賞,和歌山県ふるさと景観賞）芦屋市南芦屋浜団地・若宮地区市営住宅今田町の家（1998年、第15回日本建築士会連合会賞（作品賞）舞鶴市陶芸館（1996年）笹の倉舎 アルカディア21住宅街区（土木学会デザイン賞2007優秀賞）など。
2000年度日本建築士会連合会賞（作品賞）。著書に『場所の声を聞く: 集まって住むカタチのデザイン』（関西大学出版部 、2011年）建築設計資料65『公共住宅　建て替え』（建築思潮研究所）など。